# 小行星1027
小行星1027（1027 Aesculapia）是一颗主带小行星，由喬治·范·比斯布羅克在1923年11月11日发现于威廉斯湾。
該小行星以希腊神话中的医神阿斯克勒庇俄斯命名。